# Bad Wimpfen
Bad Wimpfen je lázeňské město v Německu. Nachází se ve spolkové zemi Bádensko-Württembersko, v zemském okrese Heilbronn a v metropolitní oblasti Stuttgartu. Leží na levém břehu Neckaru, ve svahu nad řekou, kolem středověkého falce. V roce 1803 se Bad Wimpfen stalo svobodným městem. Žije zde přibližně 7 600 obyvatel.

## Starostové
Starosta je volen přímo oprávněnými voliči na dobu 8 let. Úřad starosty zastávali:
- Paul Doll (1956–1976)
- Klaus Czernuska (1976–1989)
- Claus Brechter (od roku 1989)[2]